# Cooper McLeod
Cooper McLeod (Mount Vernon, 7 november 2001) is een Amerikaans langebaanschaatser. Op 8-jarige leeftijd brak McLeod zijn beide armen op een ijsbaan. McLeod raakte geïnteresseerd in schaatsen na het zien van de Olympische Winterspelen van 2010 in Vancouver. Zelf miste hij de Winterspelen van 2022 in Peking.

## Persoonlijke records
| Afstand    | Tijd    | Datum           | Baan           |
| ---------- | ------- | --------------- | -------------- |
| 500 meter  | 34,15   | 26 januari 2025 | Calgary        |
| 1000 meter | 1.07,58 | 1 februari 2025 | Milwaukee      |
| 1500 meter | 1.46,18 | 27 oktober 2023 | Milwaukee      |
| 3000 meter | 4.07,45 | 2 oktober 2021  | Salt Lake City |
| 5000 meter | 7.08,62 | 24 januari 2021 | Milwaukee      |

(laatst bijgewerkt: 1 februari 2025)

## Resultaten
| Jaar | WK Afstanden                     | Wereldbeker        |
| ---- | -------------------------------- | ------------------ |
| 2022 |                                  | 35e 500m 33e 1000m |
| 2023 | 20e 500m 10e 1000m 6e teamsprint | 25e 500m 17e 1000m |
| 2024 | 11e 500m 17e 1000m 6e teamsprint | 16e 500m 17e 1000m |
| 2025 | 500m · 4e 1000m · teamsprint     | 6e 500m · 1000m    |